# Aligrynnan (vid Halsön, Korsnäs)
Aligrynnan är en ö i Finland. Den ligger i Norra kvarken eller Bottenhavet och i kommunen Korsnäs i den ekonomiska regionen  Vasa i landskapet Österbotten, i den västra delen av landet. Ön ligger omkring 42 kilometer sydväst om Vasa och omkring 360 kilometer nordväst om Helsingfors.
Öns area är 2,6 hektar och dess största längd är 380 meter i nord-sydlig riktning.